# شبكات المايكورهيزال

شبكات مايكورهيزال (المعروف أيضا باسمالشبكات المشتركة لمايكورهيزال و CMN) التي هي تحت الأرض خيط فطري الشبكات التي تم إنشاؤها بواسطة مايكورهيزال الفطريات التي تربط النباتات الفردية معا ونقل المياه والكربون والنيتروجين وغيرها من العناصر الغذائية والمعادن.
تشكيل هذه الشبكات يعتمد على السياق، يمكن أن تتأثر بعوامل مثل خصوبة التربة وتوافر الموارد والمضيفة للنمط الجيني أوالمتكافل الفطري، والاضطرابات التغيرات الموسمية (بسبب تخصيب النيتروجين في التربة التي تؤثر على المجتمعات المتكافئة أو تأثير الأنشطة اللتي يقوم بها الإنسان والتي تؤثر على دورة النيتروجين).
قياسا إلى العديد من الأدوار االتي توسطت فيها عن طريق الشبكة العالمية في المجتمعات البشرية، فإن العديد من الأدوار لشبكات مايكورهيزال التي تلعبها في الغابات قد اكسب لهم اللقب العالمي: شبكة الإنترنت الخشبيه الواسعة.

## المواد المنقولة
العديد من الدراسات أظهرت أن شبكات مايكورهيزال تستطيع نقل الكربون،  الفوسفور، النيتروجين،  الماء مركبات الدفاع،  والمواد الكيميائية  من نبات إلى نبات آخر. حيث يتم تدفق المواد الغذائية والمياه من خلال الشبكات الهيفالية وقد اقترح أن تكون مدفوعة من قبل انموذج المصدر والمسطح المنخفض حيث النباتات التي تنمو تحت ظروف عالية نسبيا وتوافر الموارد (مثل ابيئات لإضاءة العالية أو عالية النيتروجين) نقل الكربون أو العناصر الغذائية للنباتات الموجودة في أقل الظروف أقل ملاءمة. والمثال المنتشرهو نقل الكربون من النباتات ذات الأوراق موجودة في ظروف الإضاءة في مظلة الغابات، إلى النباتات الموجودة في مظللة الطابق السفلي حيث ان توفر الضوء يحد من عملية التمثيل الضوئي.

## أنواع
هناك نوعان رئيسيان من شبكات مايكورهيزال: شبكات الجذور التكافلية الداخلية وشبكاتجراثيم خارجية.
- تتشكل شبكات الفطريات الجذرية بين النباتات التي ترتبط مع الكبيبات. تسود الجمعيات الفطرية الجذرية (وتسمى أيضًا endomycorrhizas) بين النباتات البرية، وتتكون من 150-200 نوع من الفطريات المعروفة، على الرغم من أن التنوع الفطري الحقيقي قد يكون أعلى من ذلك بكثير.[13] من المفترض بشكل عام أن هذا الارتباط له خصوصية مضيف منخفضة. ومع ذلك، فقد أظهرت الدراسات الحديثة تفضيلات بعض النباتات المضيفة لبعض أنواع الكبيبات [14][15]
- تتشكل شبكات Ectomycorrhizal بين النباتات التي ترتبط بالفطريات الخارجية للجذر وتتكاثر عن طريق الفطريات خارج الرحم. على عكس الكبيبات الفطرية، فإن الفطريات الفطرية الفطرية هي مجموعة متنوعة للغاية ومتعددة الخلايا تتكون من 10000 نوع فطري.[16] تميل هذه الجمعيات إلى أن تكون أكثر تحديدًا وتهيمن في الغابات المعتدلة والشمالية.

## فوائد للنباتات
العديد من الآثار الإيجابية التي تم الإبلاغ عنها لشبكات الفطريات الجذرية. وتشمل هذه زيادة إنشاء النجاح، وإرتفاع معدل النمو وبقاء لشتلات على قيد الحياة; تحسين اللقاح توافره لعدوى الفطريات االجذرية نقل المياه الكربون والنيتروجين والمواد وغيره لزيادة احتمال الاستعمار في أقل الظروف ملاءمة. هذه الفوائد التي تم تحديدها يتم إعتبارها أيضا كدوافع أساسية لتفاعلات الإيجابية وردود الفعل لنباتات والفطريات الجذرة التي تؤثر على وفرة الأنواع النباتية
تم الإبلاغ عن العديد من الآثار الإيجابية لشبكات الميكوريزا على النباتات. وتشمل هذه زيادة نجاح التأسيس، وارتفاع معدل النمو وبقاء الشتلات على قيد الحياة؛  تحسين توافر اللقاح لعدوى الفطريات الفطرية. نقل المياه والكربون والنيتروجين والموارد المقيدة الأخرى إلى زيادة احتمالية الاستعمار في ظروف أقل ملاءمة. تم تحديد هذه الفوائد أيضًا باعتبارها الدوافع الأساسية للتفاعلات الإيجابية وردود الفعل بين النباتات والفطريات الجذرية التي تؤثر على وفرة الأنواع النباتية 